# Könnyű pegmatofil elemek
A könnyű pegmatofil elemek a Szádeczky-Kardoss-féle geokémiai rendszer hatodik kategóriáját képezik. Ez a geokémiai osztályozás az elemek ionjainak természetes körülmények közti vegyületképző képességén és hajlandóságán alapul.
A periódusos rendszer könnyű pegmatofil elemei a titán, vanádium, króm és mangán.
Van egy bizonytalanul ide sorolt elem, a szkandium.
Dúsulásuk megkezdődik az ultrabázisos és bázisos magmás szakaszban, majd a pegmatitos fázisban is folytatódik.